# Rosie Huntington-Whiteley
Rosie Alice Huntington-Whiteley (Plymouth, Devon, 18 de abril de 1987) é uma atriz e supermodelo britânica.
Conhecida por seu trabalho na Victoria's Secret desde 2006 e participando dos desfiles de 2007 até 2010 e também é conhecida pelo seu trabalho na grife Burberry. Apareceu na capa da revista Vogue britânica pela primeira vez em Novembro de 2008 acompanhada pelos modelos Eden Clark e Jourdan Dunn. Mais tarde em 2009, Rosie se tornou oficialmente uma Angel da grife de lingerie Victoria's Secret. Em Julho de 2011 ela entrou em 3.° lugar na lista do models.com entre as 20 Top Models mais sensuais. Em 2011, foi classificada pela revista Maxim como a mulher mais sensual do mundo, e fez sua estreia no cinema em Transformers: Dark of the Moon, no qual substituiu Megan Fox como atriz principal. Na publicação de 2011 das 100 Mulheres Mais Sensuais da FHM, ficou na primeira classificação. Está noiva de Jason Statham com quem tem dois filhos, Jack Oscar, nascido em 2017 e Isabella James, nascida em 2022.

## Filmografia
| Ano  | Título                         | Papel                 |
| ---- | ------------------------------ | --------------------- |
| 2011 | Transformers: Dark of the Moon | Carly Spencer         |
| 2015 | Mad Max: Estrada da Fúria      | The Splendid Angharad |